# سی مورویا
سی مورویا (انگلیسی: Sei Muroya؛ زادهٔ ۵ آوریل ۱۹۹۵) فوتبالیست اهل ژاپن است.
از باشگاه‌هایی که در آن بازی کرده‌است می‌توان به توکیو اشاره کرد.
وی همچنین در تیم‌های ملی فوتبال Japan U17 Japan U19 Japan U23 بازی کرده‌است.